# ميثاق الأمم المتحدة
ميثاق الأمم المتحدة هو المعاهدة التأسيسية للأمم المتحدة والتي هي منظمة حكومية دولية. يحدد الأغراض وهيكل الإدارة والإطار العام لمنظومة الأمم المتحدة، بما في ذلك أجهزتها الرئيسية الستة: الأمانة العامة، والجمعية العامة، ومجلس الأمن، والمجلس الاقتصادي والاجتماعي، ومحكمة العدل الدولية، ومجلس الوصاية.
إن ميثاق الأمم المتحدة يكلف الأمم المتحدة والدول الأعضاء فيها بصون السلم والأمن الدوليين، ودعم القانون الدولي، وتحقيق «مستويات معيشية أفضل» لمواطنيها، ومعالجة «المشاكل الاقتصادية والاجتماعية والصحية وما يتصل بها»، وتعزيز «الاحترام العالمي لحقوق الإنسان والحريات الأساسية للجميع ومراعاتها دون تمييز بسبب العرق أو الجنس أو اللغة أو الدين». بوصفه ميثاقًا ومعاهدة تأسيسية، فإن قواعده والتزاماته ملزمة لجميع الأعضاء وتحل محل قواعد والتزامات المعاهدات الأخرى.
خلال الحرب العالمية الثانية، وافق الحلفاء -المعروفون رسميًا باسم الأمم المتحدة- على إنشاء منظمة دولية جديدة بعد الحرب. وفقًا لهذا الهدف، جرت مناقشة ميثاق الأمم المتحدة وإعداده وصياغته خلال مؤتمر سان فرانسيسكو الذي بدأ في 25 أبريل 1945، والذي شارك فيه معظم دول العالم ذات السيادة. بعد موافقة ثلثي كل قسم، اعتمد المندوبون النص النهائي بالإجماع وفتِح للتوقيع في 26 يونيو 1945، وقِع عليه في سان فرانسيسكو، الولايات المتحدة، من قبل 50 من أصل 51 دولة عضوًا.
دخل الميثاق حيز التنفيذ في 24 أكتوبر 1945، بعد موافقة الأعضاء الخمسة الدائمين في مجلس الأمن التابع للأمم المتحدة -الصين وفرنسا والاتحاد السوفيتي والمملكة المتحدة والولايات المتحدة- وأغلبية الموقعين الآخرين، يعتبر هذا هو تاريخ البدء الرسمي للأمم المتحدة، مع افتتاح الدورة الأولى للجمعية العامة، التي مثلت جميع الأعضاء الأوليين البالغ عددهم 51، في لندن في يناير التالي. اعترفت الجمعية العامة رسميًا بيوم 24 أكتوبر يومًا للأمم المتحدة في عام 1947، وأعلنته عطلة دولية رسمية في عام 1971. مع وجود 193 طرفًا، وافقت معظم البلدان على الميثاق.

## الديباجة
نحن شعوب الأمم المتحدة وقد آلينا على أنفسنا
- أن ننقذ الأجيال المقبلة من ويلات الحرب التي في خلال جيل واحد جلبت على الإنسانية مرتين أحزاناً يعجز عنها الوصف،
- وأن نؤكد من جديد إيماننا بالحقوق الأساسية للإنسان وبكرامة الفرد وقدره وبما للرجال والنساء والأمم كبيرها وصغيرها من حقوق متساوية،
- وأن نبين الأحوال التي يمكن في ظلها تحقيق العدالة واحترام الالتزامات الناشئة عن المعاهدات وغيرها من مصادر القانون الدولي،
- وأن ندفع بالرقي الاجتماعي قدماً، وأن نرفع مستوى الحياة في جو من الحرية أفسح.

وفي سبيل هذه الغايات اعتزمنا
- أن نأخذ أنفسنا بالتسامح، وأن نعيش معاً في سلام وحسن جوار،
- وأن نضم قوانا كي نحتفظ بالسلم والأمن الدولي،
- وأن نكفل بقبولنا مبادئ معينة ورسم الخطط اللازمة لها ألاّ تستخدم القوة المسلحة في غير المصلحة المشتركة،
- وأن نستخدم الأداة الدولية في ترقية الشئون الاقتصادية والاجتماعية للشعوب جميعها،

قد قرّرنا أن نوحّد جهودنا لتحقيق هذه الأغراض
ولهذا فإن حكوماتنا المختلفة على يد مندوبيها المجتمعين في مدينة سان فرانسيسكو الذين قدّموا وثائق التفويض المستوفية للشرائط، قد ارتضت ميثاق الأمم المتحدة الحالى، وأنشأت بمقتضاه هيئة دولية تُسمّى «الأمم المتحدة».

## محتوى الميثاق
| ميثاق الأمم المتحدة                                                              |
| -------------------------------------------------------------------------------- |
|                                                                                  |
| الفصل الأول في مقاصد الهيئة ومبادئها                                             |
| الفصل الثاني فـي العضوية                                                         |
| الفصل الثالث فـي فروع الهيئـة                                                    |
| الفصل الرابع في الجمعيـة العـامة                                                 |
| الفصل الخامس في مجلـس الأمـن                                                     |
| الفصل السادس في حل المنازعات حلاً سلمياً                                           |
| الفصل السابع فيما يتخذ من الأعمال في حالات تهديد السلم والإخلال به ووقوع العدوان |
| الفصل الثامن في التنظيمات الإقليمية                                              |
| الفصل التاسع في التعاون الدولي الاقتصادي والاجتماعي                              |
| الفصل العاشر المجلس الاقتصادي والاجتماعي                                         |
| الفصل الحادي عشر تصريح يتعلق بالأقاليم غير ذاتية الحكم                           |
| الفصل الثاني عشر في نظام الوصاية الدولي                                          |
| الفصل الثالث عشر في مجلس الوصاية                                                 |
| الفصل الرابع عشر في محكمة العدل الدولية                                          |
| الفصل الخامس عشر في الأمـانة                                                     |
| الفصل السادس عشر أحكـام متنوعـة                                                  |
| الفصل السابع عشر في تدابير حفظ الأمن في فترة الانتقال                            |
| الفصل الثامن عشر في تعديل الميثاق                                                |
| الفصل التاسع عشر في التصديق والتوقيع                                             |

## الأحكام

### الفصل الأول: المقاصد والمبادئ

#### المادة 1
مقاصد الأمم المتحدة هي:
1. صون السلم والأمن الدوليين، واتخاذ تدابير جماعية فعالة لمنع وإزالة الأخطار التي تهدد السلام، وقمع أعمال العدوان وغيرها من انتهاكات السلام، والتذرع بالوسائل السلمية، بما يتفق مع مبادئ العدل والقانون الدولي، لحل أو تسوية المنازعات الدولية التي قد تؤدي إلى الإخلال بالسلم.
2. تنمية العلاقات الودية بين الدول على أساس احترام مبدأ المساواة في الحقوق وتقرير المصير للشعوب، واتخاذ الإجراءات المناسبة الأخرى لتعزيز السلام العالمي.
3. تحقيق التعاون الدولي في حل المشاكل الدولية ذات الطابع الاقتصادي أو الاجتماعي أو الثقافي أو الإنساني، وتعزيز وتشجيع احترام حقوق الإنسان والحريات الأساسية للجميع دون تمييز بسبب العرق أو الجنس أو اللغة أو الدين.
4. أن تكون مركزًا لتنسيق أعمال الدول في تحقيق هذه الغايات المشتركة.

#### المادة 2
تعمل المنظمة وأعضاؤها، لتحقيق الأغراض المنصوص عليها في المادة 1، وفقًا للمبادئ التالية:
1. تقوم المنظمة على مبدأ المساواة في السيادة بين جميع أعضائها.
2. يفي جميع الأعضاء، من أجل ضمان الحقوق والمزايا المترتبة على العضوية لكل منهم، بحسن نية بالالتزامات التي يتعهدون بها وفقًا لهذا الميثاق.
3. على جميع الأعضاء تسوية نزاعاتهم الدولية بالوسائل السلمية على نحو لا يجعل السلم والأمن والعدل الدولي عرضة للخطر.
4. يمتنع جميع الأعضاء في علاقاتهم الدولية عن التهديد باستخدام القوة أو استخدامها ضد سلامة الأراضي أو الاستقلال السياسي لأي دولة، أو بأي طريقة أخرى لا تتفق مع مقاصد «الأمم المتحدة».
5. على جميع الأعضاء أن يقدموا كل مساعدة للأمم المتحدة في أي عمل تتخذه وفقًا لهذا الميثاق، ويمتنعون عن تقديم المساعدة لأية دولة تتخذ ضدها الأمم المتحدة إجراءات وقائية أو تنفيذية.
6. تضمن المنظمة أن الدول غير الأعضاء في الأمم المتحدة تتصرف وفقًا لهذه المبادئ بقدر ما تقتضي ضرورة حفظ السلم والأمن الدولي.
7. ليس في هذا الميثاق ما يسوغ للأمم المتحدة أن تتدخل في الشؤون التي تكون من صميم السلطان الداخلي لأي دولة أو يتطلب من الأعضاء إحالة هذه الأمور إلى التسوية بموجب هذا الميثاق، لكن هذا المبدأ لا يخل بتطبيق تدابير الإنفاذ بموجب الفصل السابع من ميثاق الأمم المتحدة.[2]

### الفصل الثاني: العضوية
يتناول الفصل الثاني من ميثاق الأمم المتحدة مسألة عضوية منظمة الأمم المتحدة.

### الفصل الثالث: الأجهزة
هناك أجهزة رئيسية للأمم المتحدة: جمعية عامة، ومجلس أمن، ومجلس اقتصادي واجتماعي، ومجلس وصاية، ومحكمة عدل دولية، وأمانة عامة.
يجوز إنشاء الأجهزة الفرعية التي قد تكون ضرورية وفقًا لهذا الميثاق.

### الفصل الخامس: مجلس الأمن
تأليفه
المادة 23
1. يتألف مجلس الأمن من خمسة عشر عضوًا من الأمم المتحدة. تكون جمهورية الصين وفرنسا واتحاد الجمهوريات الاشتراكية السوفيتية والمملكة المتحدة لبريطانيا العظمى وأيرلندا الشمالية والولايات المتحدة الأمريكية أعضاء دائمين في مجلس الأمن. تنتخب الجمعية العامة عشرة أعضاء آخرين من الأمم المتحدة ليكونوا أعضاء غير دائمين في المجلس. ويراعى في ذلك بوجه خاص وقبل كل شيء مساهمة أعضاء الأمم المتحدة في حفظ السلم والأمن الدولي وفي مقاصد المنظمة الأخرى، ويراعى أيضًا التوزيع الجغرافي العادل.
2. يُنتخب أعضاء مجلس الأمن غير الدائمين لمدة سنتين. في أول انتخاب للأعضاء غير الدائمين بعد زيادة عدد أعضاء مجلس الأمن من أحد عشر عضوًا إلى خمسة عشر عضوًا، يختار اثنان من الأعضاء الأربعة الإضافيين لمدة سنة واحدة. لا يجوز إعادة انتخاب العضو الذي انتهت مدة عضويته فورًا.
3. يكون لكل عضو في مجلس الأمن ممثل واحد.

الوظائف والسلطـات
المادة 24
1. من أجل ضمان اتخاذ إجراءات فورية وفعالة من قبل الأمم المتحدة، يكلف أعضاءها مجلس الأمن المسؤولية الأساسية عن صون السلم والأمن الدوليين، ويوافقون على أن مجلس الأمن، أثناء قيامه بواجباته بموجب هذه المسؤولية، يتصرف نيابة عنهم.
2. يعمل مجلس الأمن، في أدائه لهذه الواجبات، وفقًا لمقاصد ومبادئ الأمم المتحدة. السلطات المحددة الممنوحة لمجلس الأمن لأداء هذه الواجبات مبينة في الفصول السادس والسابع والثامن والثاني عشر.
3. يرفع مجلس الأمن تقارير سنوية، وتقارير خاصة عند الضرورة، إلى الجمعية العامة لتنظر فيها.

المادة 25
يوافق أعضاء الأمم المتحدة على قبول قرارات مجلس الأمن وتنفيذها وفق هذا الميثاق.
المادة 26
من أجل تعزيز إحلال وصون السلم والأمن الدوليين بأقل تحويل للموارد البشرية والاقتصادية في العالم نحو التسلح، يكون مجلس الأمن مسؤولًا، بمساعدة لجنة الأركان العسكرية المشار إليها في المادة 47، عن وضع الخطط لتقديمها إلى أعضاء الأمم المتحدة لوضع منهاج لتنظيم التسليح.
التصويت
المادة 27
1. يكون لكل عضو في مجلس الأمن صوت واحد.
2. تصدر قرارات مجلس الأمن في المسائل الإجرائية بموافقة تسعة من أعضائه.
3. تتخذ قرارات مجلس الأمن بشأن جميع المسائل الأخرى بموافقة تسعة أعضاء من بينهم الأعضاء الدائمون بأصواتهم المتفقة، شريطة أن يمتنع من كان طرفًا في النزاع عن التصويت في القرارات المتخذة بموجب الفصل السادس والفقرة 3 من المادة 52.

الإجراءات
المادة 28
1. يكون مجلس الأمن منظمًا بحيث يكون قادرًا على العمل باستمرار. لهذا الغرض يمثل كل عضو من أعضاء مجلس الأمن تمثيلًا دائمًا في مقر المنظمة.
2. يعقد مجلس الأمن اجتماعات دورية يمثل فيها كل عضو من أعضائه -إذا رغب في ذلك- بأحد رجال حكومته أو بمندوب آخر يسميه لهذا الغرض خاصة.
3. يجوز لمجلس الأمن أن يعقد اجتماعاته في أماكن أخرى غير مقر المنظمة إذا رأى في ذلك تسهيلًا لعمله.